# Championnats d'Europe de cyclo-cross 2022
Navigation
Édition précédente Édition suivante
Les Championnats d'Europe de cyclo-cross 2022 ont lieu les 5 et 6 novembre 2022 à la Citadelle de Namur, en Belgique.

## Programme
Le programme est le suivant :
| Date                | Horaire     | Épreuve        |
| ------------------- | ----------- | -------------- |
| Samedi 5 novembre   | 11h00-11h40 | Femmes juniors |
| Samedi 5 novembre   | 13h15-14h05 | Hommes espoirs |
| Samedi 5 novembre   | 15h00-15h50 | Femmes élites  |
| Dimanche 6 novembre | 11h00-11h45 | Hommes juniors |
| Dimanche 6 novembre | 13h15-14h00 | Femmes espoirs |
| Dimanche 6 novembre | 15h00-16h00 | Hommes élites  |

## Résultats

### Hommes
| Épreuves        | Or                     | Argent              | Bronze               |
| --------------- | ---------------------- | ------------------- | -------------------- |
| Élites          | Michael Vanthourenhout | Lars van der Haar   | Laurens Sweeck       |
| Moins de 23 ans | Emiel Verstrynge       | Thibau Nys          | Witse Meeussen       |
| Juniors         | Léo Bisiaux            | Daniel Weis Nielsen | Guus van den Eijnden |

### Femmes
| Épreuves        | Or                | Argent          | Bronze             |
| --------------- | ----------------- | --------------- | ------------------ |
| Élites          | Fem van Empel     | Ceylin Alvarado | Blanka Vas         |
| Moins de 23 ans | Puck Pieterse     | Line Burquier   | Shirin van Anrooij |
| Juniors         | Lauren Molengraaf | Valentina Corvi | Xaydée Van Sinaey  |

## Classements

### Hommes élites
| Pos                        | Cycliste               | Pays     | Temps          |
| -------------------------- | ---------------------- | -------- | -------------- |
|                            | Michael Vanthourenhout | Belgique | 1 h 6 min 47 s |
| Médaille d'argent, Europe  | Lars van der Haar      | Pays-Bas | + 40 s         |
| Médaille de bronze, Europe | Laurens Sweeck         | Belgique | + 2 min 17 s   |
| 4                          | Joris Nieuwenhuis      | Pays-Bas | + 2 min 48 s   |
| 5                          | Kevin Kuhn             | Suisse   | + 2 min 51 s   |
| 6                          | Felipe Orts            | Espagne  | + 2 min 54 s   |
| 7                          | Michael Boroš          | Tchéquie | + 3 min 3 s    |
| 8                          | Toon Vandebosch        | Belgique | + 3 min 13 s   |
| 9                          | Mees Hendrikx          | Pays-Bas | + 3 min 16 s   |
| 10                         | Timon Rüegg            | Suisse   | + 3 min 22 s   |

### Hommes -23 ans
| Pos                        | Cycliste         | Pays     | Temps        |
| -------------------------- | ---------------- | -------- | ------------ |
|                            | Emiel Verstrynge | Belgique | 51 min 40 s  |
| Médaille d'argent, Europe  | Thibau Nys       | Belgique | + 6 s        |
| Médaille de bronze, Europe | Witse Meeussen   | Belgique | + 11 s       |
| 4                          | Davide Toneatti  | Italie   | + 15 s       |
| 5                          | Pim Ronhaar      | Pays-Bas | + 35 s       |
| 6                          | Tibor Del Grosso | Pays-Bas | + 1 min 15 s |
| 7                          | Jente Michels    | Belgique | + 1 min 47 s |
| 8                          | Rémi Lelandais   | France   | + 2 min 14 s |
| 9                          | Joran Wyseure    | Belgique | + 2 min 34 s |
| 10                         | Arne Baers       | Belgique | + 2 min 55 s |

### Hommes juniors
| Pos                        | Cycliste               | Pays      | Temps        |
| -------------------------- | ---------------------- | --------- | ------------ |
|                            | Léo Bisiaux            | France    | 37 min 11 s  |
| Médaille d'argent, Europe  | Daniel Weis Nielsen    | Danemark  | + 6 s        |
| Médaille de bronze, Europe | Guus van den Eijnden   | Pays-Bas  | + 19 s       |
| 4                          | Barnabás Vas           | Hongrie   | + 22 s       |
| 5                          | Antoine Jamin          | Belgique  | + 22 s       |
| 6                          | Wies Nuyens            | Belgique  | + 22 s       |
| 7                          | Aubin Sparfel          | France    | + 22 s       |
| 8                          | Matthias Schwarzbacher | Slovaquie | + 43 s       |
| 9                          | Zsombor Takács         | Hongrie   | + 1 min 2 s  |
| 10                         | Mika Vijfvinkel        | Pays-Bas  | + 1 min 10 s |

### Femmes élites
| Pos                        | Cycliste               | Pays            | Temps        |
| -------------------------- | ---------------------- | --------------- | ------------ |
|                            | Fem van Empel          | Pays-Bas        | 50 min 25 s  |
| Médaille d'argent, Europe  | Ceylin Alvarado        | Pays-Bas        | + 22 s       |
| Médaille de bronze, Europe | Blanka Vas             | Hongrie         | + 36 s       |
| 4                          | Denise Betsema         | Pays-Bas        | + 46 s       |
| 5                          | Sara Casasola          | Italie          | + 1 min 53 s |
| 6                          | Inge van der Heijden   | Pays-Bas        | + 2 min 6 s  |
| 7                          | Pauline Ferrand-Prévot | France          | + 2 min 26 s |
| 8                          | Aniek van Alphen       | Pays-Bas        | + 2 min 56 s |
| 9                          | Marianne Vos           | Pays-Bas        | + 3 min 7 s  |
| 10                         | Anna Kay               | Grande-Bretagne | + 3 min 15 s |

### Femmes -23 ans
| Pos                        | Cycliste            | Pays            | Temps        |
| -------------------------- | ------------------- | --------------- | ------------ |
|                            | Puck Pieterse       | Pays-Bas        | 49 min 2 s   |
| Médaille d'argent, Europe  | Line Burquier       | France          | + 50 s       |
| Médaille de bronze, Europe | Shirin van Anrooij  | Pays-Bas        | + 1 min 27 s |
| 4                          | Marie Schreiber     | Luxembourg      | + 1 min 46 s |
| 5                          | Zoe Bäckstedt       | Grande-Bretagne | + 1 min 53 s |
| 6                          | Amandine Fouquenet  | France          | + 2 min 39 s |
| 7                          | Leonie Bentveld     | Pays-Bas        | + 2 min 50 s |
| 8                          | Kristýna Zemanová   | Tchéquie        | + 3 min 27 s |
| 9                          | Lauriane Duraffourg | France          | + 4 min 8 s  |
| 10                         | Olivia Onesti       | France          | + 4 min 31 s |

### Femmes juniors
| Pos                        | Cycliste              | Pays        | Temps        |
| -------------------------- | --------------------- | ----------- | ------------ |
|                            | Lauren Molengraaf     | Pays-Bas    | 36 min 55 s  |
| Médaille d'argent, Europe  | Valentina Corvi       | Italie      | + 3 s        |
| Médaille de bronze, Europe | Xaydée Van Sinaey     | Belgique    | + 14 s       |
| 4                          | Cat Ferguson          | Royaume-Uni | + 48 s       |
| 5                          | Amandine Muller       | France      | + 1 min 4 s  |
| 6                          | Eliska Hanáková       | Tchéquie    | + 1 min 17 s |
| 7                          | Célia Gery            | France      | + 1 min 31 s |
| 8                          | Viktória Chladoňová   | Slovaquie   | + 1 min 39 s |
| 9                          | Julie Lillelund       | Danemark    | + 1 min 47 s |
| 10                         | Shanyl De Schoesitter | Belgique    | + 1 min 52 s |

## Tableau des médailles
| Rang  | Nation   | Or | Argent | Bronze | Total |
| ----- | -------- | -- | ------ | ------ | ----- |
| 1     | Pays-Bas | 3  | 2      | 2      | 7     |
| 2     | Belgique | 2  | 1      | 3      | 6     |
| 3     | France   | 1  | 1      | 0      | 2     |
| 4     | Danemark | 0  | 1      | 0      | 1     |
| 4     | Italie   | 0  | 1      | 0      | 1     |
| 6     | Hongrie  | 0  | 0      | 1      | 1     |
| Total | Total    | 6  | 6      | 6      | 18    |